# 6. SS-tankovska armada
Za druge 6. armade glejte 6. armada.
6. SS-tankovska armada (izvirno nemško 6. SS-Panzer-Armee) je bila tankovska armada v sestavi Waffen-SS med drugo svetovno vojno.

## Vojna služba
| Datum      | Nadrejeno poveljstvo    | Področje (vir) |
| april 1945 | Armadna skupina Jug     | Vzhodna fronta |
| maj 1945   | Armadna skupina Ostmark | Vzhodna fronta |

## Organizacija
5. marec 1945
- II. SS-Panzerkorps
- I. konjeniški korpus
- II. (madžarski) korpus
- XXXXIII. Armeekorps
- I. SS-Panzerkorps

9. maj 1945
- I. SS-Panzerkorps
- II. SS-Panzerkorps
- Korps Brünau

## Poveljstvo
Poveljnik
- SS-Oberstgruppenführer Josef Dietrich (2. april - 8. maj 1945)

Načelnik štaba
- SS-Brigadeführer Fritz Kraemer (2. april - 8. maj 1945)